# Saint-Maurice-sur-Dargoire
Pour les articles homonymes, voir Saint-Maurice.
Saint-Maurice-sur-Dargoire est une ancienne commune française située à 470 m d’altitude dans le département du Rhône, en région Auvergne-Rhône-Alpes. Elle a disparu depuis sa fusion, au 1er janvier 2017 avec les communes de Saint-Didier-sous-Riverie et de Saint-Sorlin pour former la nouvelle commune de Chabanière.
Les habitants de cette commune s'appellent les Saint-Mauriciens. Sobriquet : les Chats.

## Géographie
Village des monts du Lyonnais situé entre le carrefour intercommunal de Bellevue (sur la D 342 reliant Lyon à Saint-Étienne) et le village de Saint-Didier-sous-Riverie.
Ce village est situé à 20km de Lyon. 

### Communes limitrophes
Son territoire s'étend du nord au sud sur 10 km. Sa superficie est de 16 km2.
À l'ouest, le village est séparé du département de la Loire sur 6 km par le Bozançon (ruisseau), qui se jette dans le Gier au niveau du hameau de la Madeleine. Sur cette distance, aucun pont carrossable ne franchit la vallée du Bosançon, obligeant tout véhicule à passer par Rive-de-Gier ou Saint-Didier-sous-Riverie, ce qui crée un gros détour pour rallier Saint-Maurice à Saint-Joseph, par exemple.

## Histoire
Au cours de la Révolution française, la commune porte provisoirement le nom de Désille-sur-Dargoire.

## Sport et culture
Le club de volleyball ESSM Volley a été fondé en 1971. Entre 2000 et 2010, l'équipe féminine évolua pendant 7 saisons au niveau Nationale 3 ; Saint-Maurice est le village le moins peuplé de France ayant eu une équipe féminine à un tel niveau.
Le Tennis Club des Chats (TCC) a été créé en 1988.
La troupe de théâtre amateur L'Emporte Pièces a été créée en 2009, mais existait sous le nom de Théâtre de Saint-Maurice depuis 1979. Depuis 2009, la troupe est commune aux villages de Saint-Maurice-sur-Dargoire et Saint-Didier-sous-Riverie. Un spectacle par saison est monté, dont les représentations sont généralement données en automne.

## Héraldique
| Armes | Les armes de Saint-Maurice-sur-Dargoire se blasonnent ainsi : Parti, au premier de gueules à saint Maurice en légionnaire romain d'argent tenant de sa senestre une palme de martyr d'or, au second coupé au I de sinople à l'épi de blé d'or posé en fasce, surmonté d'un marteau et d'une tenaille d'argent passés en sautoir, et au II d'argent au chat couché de sable allumé de sinople, surmonté d'un chêne arraché d'azur. |

## Politique et administration

### Liste des maires

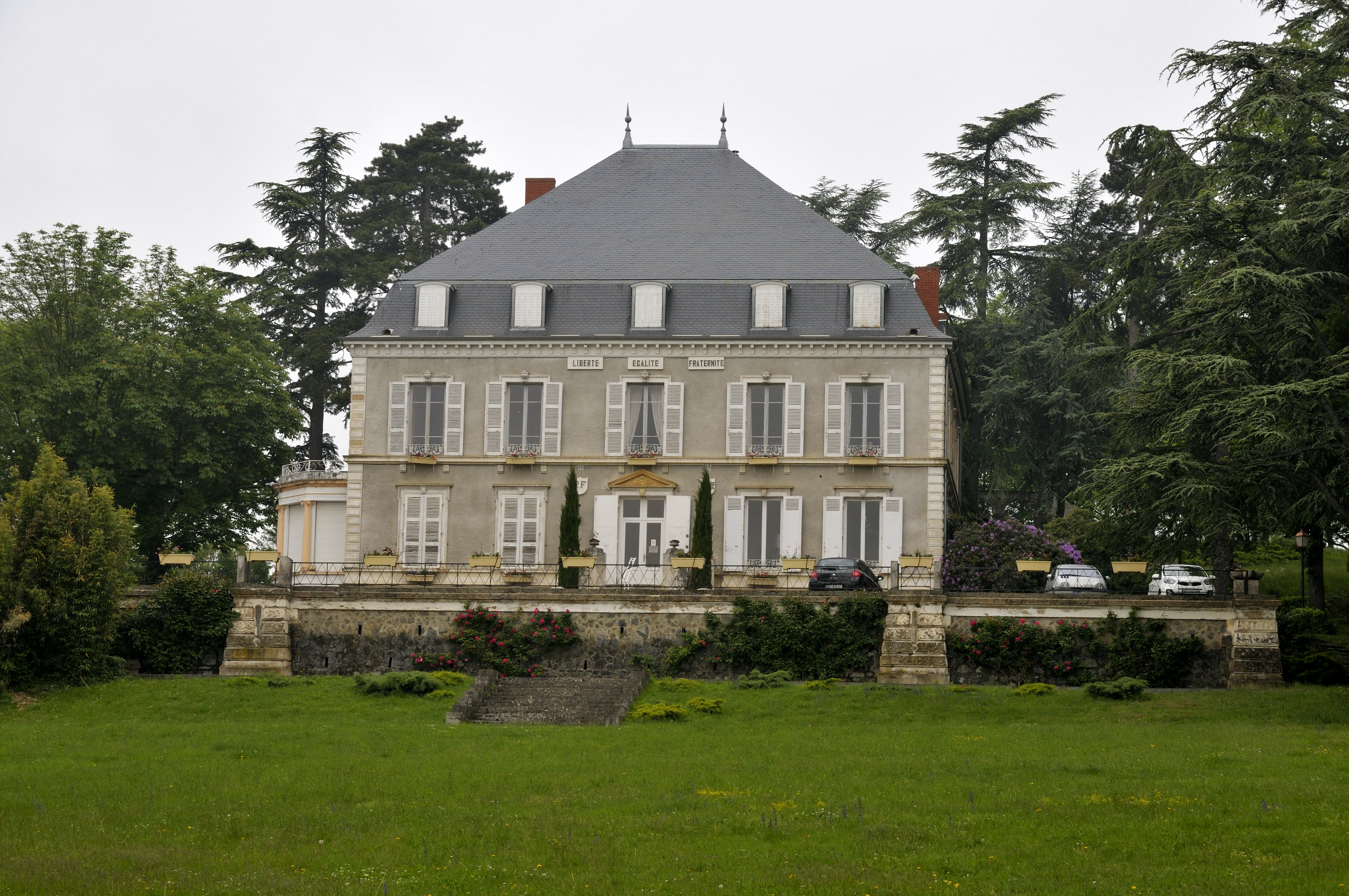
La mairie.

| Période                                  | Période       | Identité                       | Étiquette | Qualité                     |
| ---------------------------------------- | ------------- | ------------------------------ | --------- | --------------------------- |
| ?                                        | ?             | Jean Pierre Besson (1878-1967) |           |                             |
| 1919                                     | ?             | Jean Marie Merle (1885-1973)   |           |                             |
| ?                                        | 1977          | Antoine Ollagnier              |           |                             |
| 1977                                     | 1986          | Pierre Merle                   |           |                             |
| juin 1995                                | décembre 2016 | Martine Surrel                 | UDI       | Retraitée de l'enseignement |
| Les données manquantes sont à compléter. |               |                                |           |                             |

### Liste des maires délégués
| Période      | Période  | Identité       | Étiquette | Qualité                                                        |
| ------------ | -------- | -------------- | --------- | -------------------------------------------------------------- |
| janvier 2017 | en cours | Martine Surrel | UDI       | Retraitée de l'enseignement 2e adjointe au maire de Chabanière |

## Démographie
L'évolution du nombre d'habitants est connue à travers les recensements de la population effectués dans la commune depuis 1793. À partir du 1er janvier 2009, les populations légales des communes sont publiées annuellement dans le cadre d'un recensement qui repose désormais sur une collecte d'information annuelle, concernant successivement tous les territoires communaux au cours d'une période de cinq ans. 
Pour les communes de moins de 10 000 habitants, une enquête de recensement portant sur toute la population est réalisée tous les cinq ans, les populations légales des années intermédiaires étant quant à elles estimées par interpolation ou extrapolation. Pour la commune, le premier recensement exhaustif entrant dans le cadre du nouveau dispositif a été réalisé en 2006,.
En 2014, la commune comptait 2 293 habitants, en évolution de +6,31 % par rapport à 2009 (Rhône : +5,46 %, France hors Mayotte : +2,49 %).
| 1793  | 1800  | 1806  | 1821  | 1831  | 1836  | 1841  | 1846  | 1851  |
| ----- | ----- | ----- | ----- | ----- | ----- | ----- | ----- | ----- |
| 1 071 | 1 077 | 1 126 | 1 200 | 1 319 | 1 440 | 1 549 | 1 505 | 1 445 |

| 1856  | 1861  | 1866  | 1872  | 1876  | 1881  | 1886  | 1891  | 1896  |
| ----- | ----- | ----- | ----- | ----- | ----- | ----- | ----- | ----- |
| 1 378 | 1 416 | 1 243 | 1 205 | 1 243 | 1 281 | 1 278 | 1 159 | 1 185 |

| 1901  | 1906  | 1911  | 1921  | 1926  | 1931  | 1936  | 1946  | 1954  |
| ----- | ----- | ----- | ----- | ----- | ----- | ----- | ----- | ----- |
| 1 190 | 1 164 | 1 142 | 1 019 | 1 026 | 1 038 | 1 042 | 1 037 | 1 107 |

| 1962  | 1968  | 1975  | 1982  | 1990  | 1999  | 2006  | 2011  | 2014  |
| ----- | ----- | ----- | ----- | ----- | ----- | ----- | ----- | ----- |
| 1 136 | 1 236 | 1 296 | 1 560 | 1 916 | 2 100 | 2 166 | 2 162 | 2 293 |

## Lieux et monuments
- Aqueduc gallo-romain du Gier avec notamment :
  - Le pont des Granges inscrit Monument historique[6]
  - Le pont de Jurieux inscrit Monument historique[7]
- Chêne quadricentenaire.
- La Roussillière : ancien membre de la commanderie de Chazelles-sur-Lyon au sein du grand prieuré d'Auvergne. Les Hospitaliers détenaient un pré et une terre sur la paroisse de Saint-Martin-la-Plaine et percevaient des rentes féodales et foncières avec directe sur les paroisses de Dargoire, Saint-Didier, Saint-Martin et Saint-Maurice. Ils levaient également une dîme sur le blé et le vin mais uniquement sur le territoire de la Roussillière[8].

## Personnalités liées à la commune
- Étienne Durand (1729-1799), homme politique né et décédé à Saint-Maurice-sur-Dargoire, député du tiers état aux États généraux de 1789.